# Zambrone
Zambrone là một đô thị ở Province of Vibo Valentia trong vùng Calabria, có cự ly khoảng 60 km về phía tây nam của Catanzaro và khoảng 9 km về phía tây bắc của Vibo Valentia. Tại thời điểm ngày 31 tháng 12 năm 2004, đô thị này có dân số 1.803 người và diện tích là 14,4 km².
Zambrone giáp các đô thị: Briatico, Parghelia, Zaccanopoli.